# Tropidion balfourbrownei
Tropidion balfourbrownei là một loài bọ cánh cứng trong họ Cerambycidae.